# CWB Sports Automobiles
CWB Sports Automobiles Ltd. war ein US-amerikanischer Hersteller von Automobilen.

## Unternehmensgeschichte
Charles Wakefield Bishop war Student an der Yale University. Er gründete 1927 das Unternehmen in New Haven in Connecticut. Er stellte von 1927 bis 1929 vier Automobile her. Der Markenname lautete CWB.
Eine zweite Quelle gibt den Bauzeitraum mit 1927 bis 1930 an, und eine dritte mit 1928.

## Fahrzeuge
Das erste Fahrzeug wurde S.F. genannt. Es bestand aus Teilen verschiedener Herkunft. Der Vierzylindermotor stammte vom Ford Modell T, die Radaufhängung von einem Buick und der Tank von einem American Fiat.
Das zweite Fahrzeug war Wendy. Ein Kastenträgerrahmen mit 305 cm Radstand bildete die Basis. Ein Sechszylindermotor von der Continental Motors Company trieb das Fahrzeug an. Der Tank stammte von einem Pierce-Arrow. Der Kühlergrill ähnelte dem ersten Modell.
Das dritte Fahrzeug folgte 1928. Das Fahrgestell hatte 366 cm Radstand. Es war im hinteren Bereich in Underslung-Bauart ausgeführt.
Das vierte Fahrzeug wurde Tiger genannt. Der Radstand betrug nur noch 275 cm.
Fahrzeug Nummer 5 mit Frontantrieb nach Art des französischen Tracta und zwei Hinterachsen wurde nicht fertiggestellt.